# Tobias Perch-Nielsen
Tobias Perch-Nielsen (født 30. august 1989) er en tidligere dansk fodboldspiller, der spillede som angriber.

## Karriere

### Boldklubben Søllerød-Vedbæk
I januar 2008 underskrev Tobias Perch-Nielsen en kontrakt med Boldklubben Søllerød-Vedbæk, og blev den blot anden spiller som klubben havde skrevet en professionel kontrakt med. I sæsonen 2007/08 spillede han 12 kampe og scorede otte mål for klubben i 2. division.

### FC Roskilde
Perch-Nielsen skiftede i juli 2008 til 1. divisionsklubben FC Roskilde, der havde købt ham fri af kontrakten med BSV. I BSV var han blevet benyttet som kantspiller, men i Roskilde blev han flyttet frem som angriber. Han sad udenfor i det meste af sæsonen 2009/10 med en skade i menisken.
I sæsonen 2010/11 blev han topscorer for klubben, da han scorede 14 mål i 26 kampe, og sæsonen efter, blev det til fem mål for angriberen, og blev delt topscorer sammen med Jesper Håkansson.
Fra 2008 til 2012 spillede Perch-Nielsen i alt 76 kampe og scorede 21 mål for FC Roskilde.

### Viborg FF
I sommeren 2012 skrev Tobias Perch-Nielsen en kontrakt med 1. divisionsklubben Viborg FF, der var gældende indtil 31. december 2014. I efteråret 2013 var han udlejet til Hobro IK i 1. division, hvor det blev til 3 mål i 10 kampe.

### FC Fredericia
Den 1. juli 2014 skrev Tobias under på en kontrakt med FC Fredericia.

### Næstved
Den 4. februar 2016 skrev han kontrakt med Næstved BK gældende til sommeren 2018.
Den 9. februar 2017 stoppede han sin professionelle karriere, på grund af knæproblemer.